# Flughafen Franca

i7
i11
i13
Der Flughafen Franca (portugiesisch Aeroporto Estadual Tenente Lund Presotto, IATA-Code: FRC, ICAO-Code: SIMK) ist der Flughafen der Stadt Franca. 
Er wird seit 2021 von der Rede Voa betrieben.

## Geschichte
Am 15. Juli 2021 gewann das Konsortium Rede Voa eine Konzession zum Betrieb des Flughafens für 30 Jahre.